# مجموعه هنری کیرپیلا
۶۰°۱۰′۳۹″ شمالی ۲۴°۵۵′۳۶″ شرقی / ۶۰٫۱۷۷۵۰°شمالی ۲۴٫۹۲۶۶۷°شرقی
مجموعه هنری کیرپیلا (فنلاندی: Taidekoti Kirpilä، سوئدی: Konsthemmet Kirpilä) یک موزه هنری در هلسینکی است.
این موزه شامل مجموعه هنری دکتر یوهانی کیرپیلا (۱۹۳۱–۱۹۸۸) است. این مجموعه در خانه سابق وی، در آپارتمانی در هلسینکی واقع شده‌است. این موزه هنری در سال ۱۹۹۲ افتتاح شد و شامل هنر فنلاندی از قرن ۱۹ تا ۱۹۷۰ است. از جمله آثار هنری حاضر در این مجموعه می‌توان به کارهای آکسلی گالن-کاللا، الن دسلف، ایرو نلیمارکا، اوکه ماتتاس، واینو آلتونن و کاین تاپر اشاره کرد. این موزه متعلق به بنیاد فرهنگی فنلاند است.

## نگارخانه

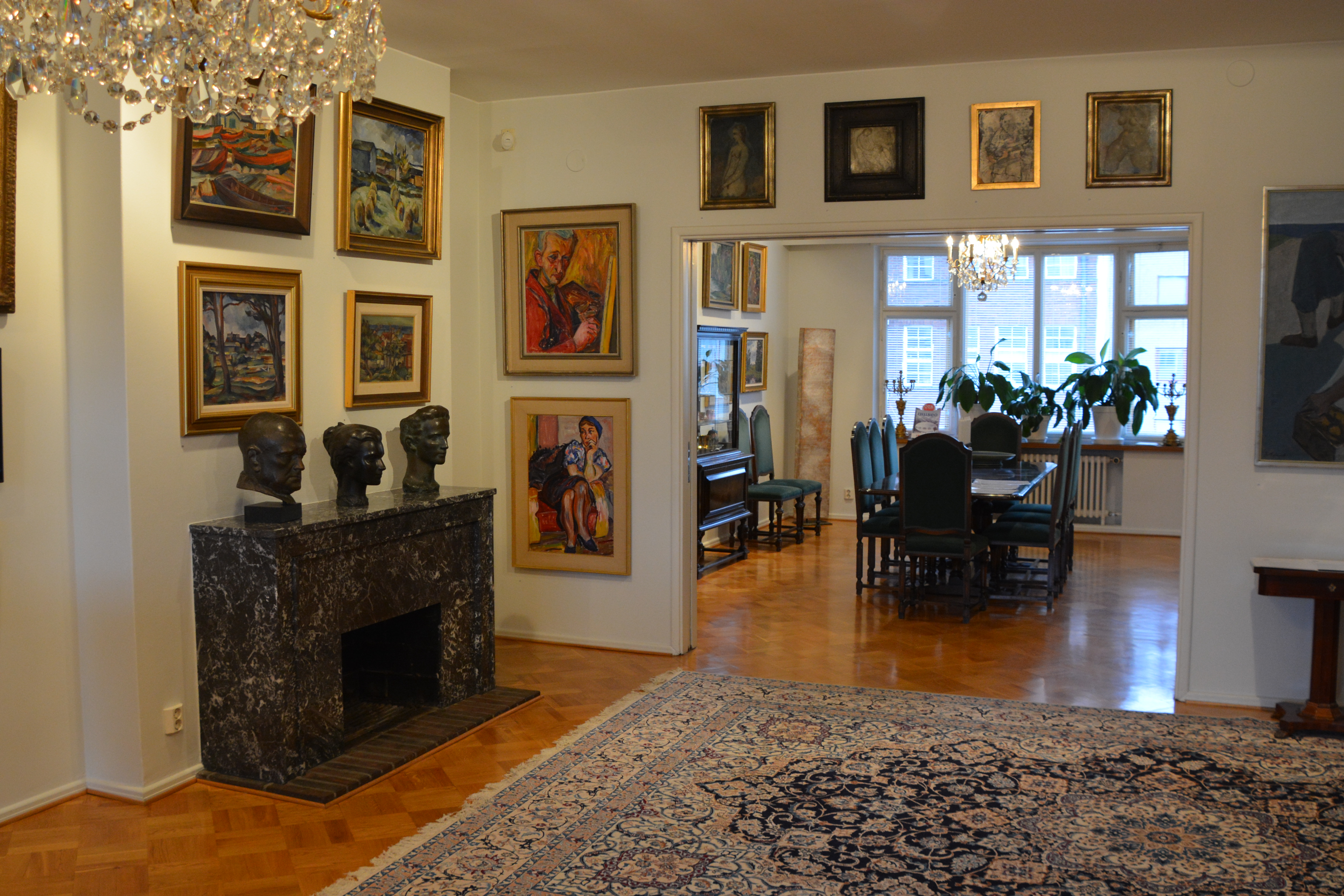
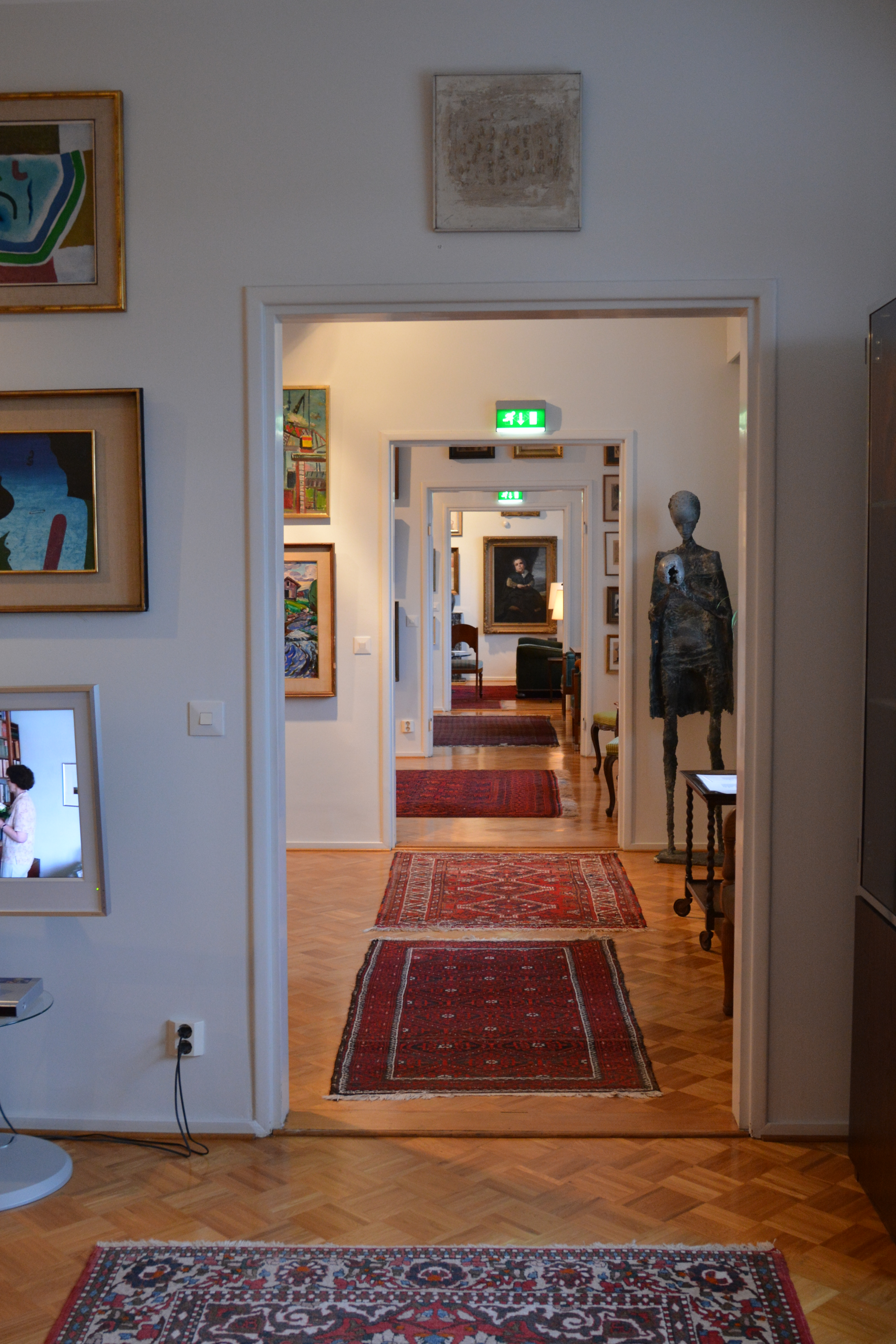
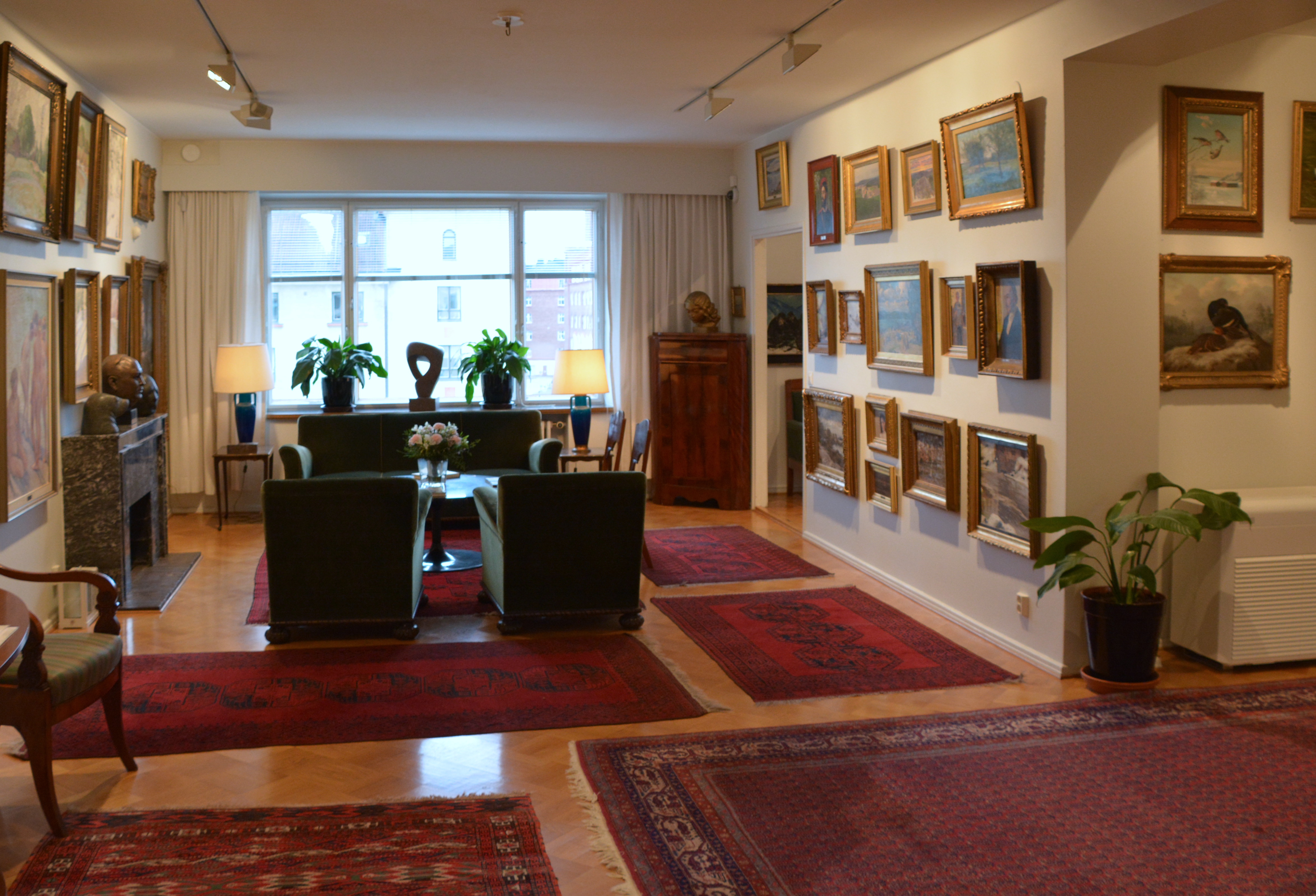